# Stictopisthus bicarinatus
Stictopisthus bicarinatus là một loài tò vò trong họ Ichneumonidae.